# Unterseeboot UB-49
Pour les autres navires du même nom, voir Unterseeboot 49.
L'Unterseeboot UB-49 est un sous-marin (U-Boot) allemand de type UB III utilisé par la Kaiserliche Marine pendant la Première Guerre mondiale. Il est mis en service dans la marine impériale allemande le 28 juin 1917.
L'UB-49 a servi principalement en mer Méditerranée. Dans la marine austro-hongroise, il a été répertorié sous le nom de SM U-80. En huit patrouilles de guerre, il coula 40 navires totalisant 72817 tonneaux de jauge brute (TJB) et un escorteur. Après l’armistice avec l’Allemagne, l'UB-49 retourna à Kiel via la Norvège. Remis au Royaume-Uni le 16 janvier 1919, il est démantelé à Swansea en 1922.

## Conception
Comme tous les sous-marins de type UB III, l'UB-49 avait un déplacement de 516 tonnes en surface et de 651 tonnes en immersion. Ses moteurs lui permettaient de naviguer à 13,6 nœuds (25,2 km/h) en surface et à 8 nœuds (15 km/h) en immersion. Il avait une autonomie de 9040 milles marins (16740 km) à vitesse de croisière. L'UB-49 transportait 10 torpilles et était armé d’un canon de pont de 8,8 cm. L'UB-49 avait un équipage pouvant compter jusqu’à 34 hommes. 

## Carrière
L'UB-49 a été commandé par la marine impériale allemande le 20 mai 1916. Il a été construit par Blohm & Voss à Hambourg. Après un peu moins d’un an de construction, il a été lancé à Hambourg le 6 janvier 1917. L'UB-49 a été mis en service plus tard la même année sous le commandement du Kapitänleutnant Hans von Mellenthin.

### Première patrouille de guerre
Le 22 août 1917, l'UB-49 quitta Kiel pour Cattaro afin de rejoindre la flottille de Pola, passant le barrage des Orcades et des Shetland quatre jours plus tard. Avant de traverser le détroit de Gibraltar, l'UB-49 coula six navires et en endommagea un autre. Le 9 septembre 1917, une fuite de carburant força l'UB-49 à changer de cap et à se rendre à Cadix, en Espagne neutre.

### Deuxième patrouille de guerre
Alors que les autorités espagnoles prévoyaient d’interner l'UB-49 pour la durée de la guerre, son équipage a réussi à réparer les réservoirs de carburant et à les remplir de suffisamment de pétrole pour atteindre Cattaro. Le 6 octobre 1917, l'UB-49 s’échappa du port de Cadix et atteignit Cattaro neuf jours plus tard sans réserve de carburant. Après avoir refait le plein, l'UB-49 a navigué vers Pola où le bateau a été réparé.

### Troisième patrouille de guerre
Le 11 décembre 1917, l'UB-49 quitte Pola pour une patrouille dans le golfe de Gênes. Dès le premier jour, l'UB-49 a été attaqué par un sous-marin ennemi. Le lendemain, il a coulé deux voiliers italiens, tout en échangeant des tirs avec une batterie côtière au même moment. Le 15 décembre 1917, l'UB-49 réussit à couler trois vapeurs d’un convoi quittant Gênes, suivis de deux autres le lendemain. Le 22 décembre 1917, l'UB-49 touche deux autres vapeurs avec ses torpilles. La dernière torpille tirée par l'UB-49 durant cette patrouille a été utilisée sur un vapeur britannique au large de Naples.

### Quatrième patrouille de guerre
Entre le 23 janvier et le 13 février 1918, l'UB-49 opère à nouveau dans le golfe de Gênes, coulant plusieurs voiliers italiens, un vapeur britannique et un escorteur italien, le G 32. Sur le chemin du retour vers Cattaro, l'UB-49 a rencontré des problèmes avec ses réservoirs de ballast à l’est de Malte et a plongé de manière incontrôlée à une profondeur de 67 mètres. En utilisant de l’air comprimé pour vider simultanément tous les réservoirs de ballast, l'UB-49 a pu refaire surface et poursuivre sa route vers Cattaro.

### Cinquième patrouille de guerre
Le 5 mars 1918, l'UB-49 quitta à nouveau Cattaro pour opérer dans la mer Tyrrhénienne. À partir du 13 mars 1918, l'UB-49 poursuivit un convoi quittant Gênes pour Naples et réussit en deux jours à couler trois des quatre vapeurs. À l’est de la Sardaigne, un vapeur italien et un remorqueur français ont également été victimes de l'UB-49. Entre le 19 et le 21 mars 1918, l'UB-49 opéra dans le golfe de Naples, coulant plusieurs voiliers italiens et bombardant les fortifications de Civitavecchia. Un incendie dans l’une des dynamos força l'UB-49 à retourner à sa base le 25 mars 1918.

### Sixième patrouille de guerre
L'UB-49 appareilla le 11 mai 1918 pour sa sixième patrouille, qui le mena dans le golfe du Lion et en Méditerranée occidentale. Au cours de la dernière semaine de mai, l'UB-49 attaqua avec succès les navires alliés au sud des îles Baléares, coulant trois vapeurs. Le 2 juin, l'UB-49, à court de carburant, fait demi-tour vers Pola pour une révision majeure. Lorsqu’il y arriva le 12 juin 1918, le capitaine von Mellenthin remit le commandement de l'UB-49 à l'Oberleutnant zur See Alfred Ehrensberger.

### Septième patrouille de guerre
Après trois mois au port, l'UB-49 reprit la mer le 11 septembre 1918. Se dirigeant vers la Méditerranée occidentale, Ehrensberger eut moins de succès que von Mellenthin. Une forte présence d’escorteurs alliés forçait l'UB-49 à plonger de plus en plus souvent. Néanmoins, l'UB-49 coula deux navires au large des côtes espagnoles. L'UB-49 revint au port le 12 octobre 1918.

### Huitième patrouille de guerre
Lorsqu’il devint évident que la situation de l’Autriche-Hongrie était intenable, l'UB-49 reçut l’ordre de retourner à Kiel. Parti de Pola le 29 octobre 1918, il atteignit le port norvégien de Lervik dans la dernière semaine de novembre 1918. Avec la plupart des autres U-boote de la Méditerranée, l'UB-49 arrive à Kiel le 29 novembre 1918.

### Fin
L’armistice avec l’Allemagne exigeait que tous les sous-marins allemands soient remis aux Alliés. L'UB-49 a été remis au Royaume-Uni le 16 janvier 1919. Le sous-marin a été démantelé à Swansea en 1922.

## Affectations
- Flottille Mittelmeer / Mittelmeer II : du 9 septembre 1917 au 11 novembre 1918

## Commandants
- Kapitänleutnant Hans von Mellenthin : du 28 juin 1917 au 12 juin 1918
- Oberleutnant zur See Adolf Ehrensberger : du 13 juin au 29 novembre 1918

## Navires coulés
| Date              | Nom                      | Nationalité      | Tonnage | Destin,   |
| ----------------- | ------------------------ | ---------------- | ------- | --------- |
| 2 septembre 1917  | Caracas                  | Norvège          | 1077    | Coulé     |
| 4 septembre 1917  | Theodora                 | Grèce            | 2899    | Coulé     |
| 6 septembre 1917  | Moina                    | France           | 168     | Coulé     |
| 7 septembre 1917  | Brodmead                 | United Kingdom   | 5646    | Endommagé |
| 7 septembre 1917  | Casa Blanca              | Portugal         | 31      | Coulé     |
| 7 septembre 1917  | Clan Ferguson            | United Kingdom   | 4808    | Coulé     |
| 7 septembre 1917  | Hunsbridge               | United Kingdom   | 3424    | Coulé     |
| 16 décembre 1917  | New York                 | Italie           | 442     | Coulé     |
| 16 décembre 1917  | San Francesco di Paola   | Italie           | 51      | Coulé     |
| 18 décembre 1917  | Giuilo S                 | Italie           | 151     | Endommagé |
| 20 décembre 1917  | Attualita                | Italie           | 4791    | Coulé     |
| 20 décembre 1917  | Regin                    | Norvège          | 1845    | Coulé     |
| 20 décembre 1917  | Suruga                   | United States    | 4374    | Endommagé |
| 21 décembre 1917  | Monte Bianco             | Italie           | 6968    | Endommagé |
| 21 décembre 1917  | Stromboli                | Italie           | 5356    | Coulé     |
| 22 décembre 1917  | Piemonte                 | Italie           | 2395    | Endommagé |
| 23 décembre 1917  | Caboto                   | Italie           | 4418    | Coulé     |
| 25 décembre 1917  | Umballa                  | United Kingdom   | 5310    | Coulé     |
| 26 janvier 1918   | Caterina                 | Italie           | 22      | Coulé     |
| 28 janvier 1918   | Elsa                     | Italie           | 165     | Coulé     |
| 28 janvier 1918   | Lysi                     | Italie           | 247     | Coulé     |
| 29 janvier 1918   | Ada                      | Italie           | 179     | Coulé     |
| 29 janvier 1918   | Fanny                    | Italie           | 74      | Coulé     |
| 29 janvier 1918   | Lavoro                   | Italie           | 160     | Coulé     |
| 29 janvier 1918   | Lucia Martini            | Italie           | 160     | Coulé     |
| 29 janvier 1918   | Paolo Meriga             | Italie           | 127     | Coulé     |
| 4 février 1918    | General Church           | United Kingdom   | 6600    | Endommagé |
| 7 février 1918    | G 32                     | Regia Marina     | 237     | Coulé     |
| 7 février 1918    | Mette                    | Danemark         | 118     | Coulé     |
| 13 mars 1918      | Umta                     | United Kingdom   | 5422    | Endommagé |
| 13 mars 1918      | S. Francesco Di Paola D. | Italie           | 26      | Coulé     |
| 14 mars 1918      | Principessa Laetitia     | Italie           | 4011    | Coulé     |
| 15 mars 1918      | Clan McDougall           | United Kingdom   | 4710    | Coulé     |
| 17 mars 1918      | Tripoli                  | Italie           | 1743    | Coulé     |
| 18 mars 1918      | Utrecht                  | Marine nationale | 293     | Coulé     |
| 19 mars 1918      | San Francesco di Paola   | Italie           | 70      | Coulé     |
| 19 mars 1918      | Giovanni Albonese        | Italie           | 497     | Coulé     |
| 20 mars 1918      | Angelo Raffaele          | Italie           | 53      | Coulé     |
| 21 mars 1918      | Dante C                  | Italie           | 129     | Coulé     |
| 25 mars 1918      | Carlo Splendor           | Italie           | 105     | Coulé     |
| 26 mai 1918       | Le Gard                  | France           | 1658    | Coulé     |
| 27 mai 1918       | Carmela                  | Italie           | 128     | Coulé     |
| 27 mai 1918       | Uganda                   | United Kingdom   | 5431    | Coulé     |
| 28 mai 1918       | Pietro Maroncelli        | Italie           | 5143    | Coulé     |
| 3 juin 1918       | Mécanicien Donzel        | France           | 8277    | Coulé     |
| 27 septembre 1918 | Hatasu                   | United Kingdom   | 3193    | Coulé     |
| 1er octobre 1918  | Francoli                 | Espagne          | 1241    | Coulé     |